# Running back

Un running back (« arrière courant»), appelé demi offensif ou porteur de ballon au Canada, est un joueur de football américain ou de football canadien évoluant au sein de l'escoudade offensive. En France, le terme est surtout utilisé pour désigner le halfback, joueur étant amené à porter souvent le ballon. Le terme regroupe cependant halfback (demi offensif) et fullback (centre arrière au Canada), joueur généralement plus corpulent dont le rôle est de courir devant le halfback afin de bloquer les adversaires et lui ouvrir ainsi le chemin pour une course facilitée. Ces rôles principaux ne sont cependant pas les seuls de ces joueurs relativement polyvalents, ce qui explique la grande variété dans les gabarits (1,70 m à 1,90 m) et de poids.

## Halfback

Position des running backs (en bleu) dans un schéma de jeu classique au football américain

Le halfback est traditionnellement aligné derrière le fullback qui lui sert de protection directe en cas de jeu de course. Il est quasiment toujours présent dans l'alignement de départ d'une action de jeu, ce qui n'est pas le cas du fullback qui est parfois ménagé afin de libérer la place pour un receveur supplémentaire dans l'alignement en cas de situation nécessitant un gain important de terrain.
Le rôle principal du halfback est de porter le ballon et de courir avec celui-ci à travers la défense adverse afin de gagner un maximum de terrain. Mais il peut également servir de receveur occasionnel des passes du quarterback. Certains halfbacks sont même de très bons receveurs et réceptionnent d'ailleurs plus de passes que les receveurs de métier, les wide receivers. Il n'est plus rare dans le football moderne de constater que les meilleurs receveurs de certaines équipes sont en réalité des running backs. Ceci s'explique par le fait qu'ils constituent une mesure de sécurité car ils permettent souvent de réaliser des gains, certes assez réduits mais sûrs, en réceptionnant des passes très courtes. Ils peuvent ensuite faire la différence avec leurs qualités physiques en évitant quelques plaquages de défenseurs. Ils ne concurrencent donc pas directement les wide receivers, qui eux ont la capacité de réceptionner de plus longues passes, mais viennent plutôt compléter l'offre de receveurs offerte au quarterback lors des phases de passe. Néanmoins, certains coureurs, à l'image de Brian Westbrook ou Marshall Faulk avant lui, sont parfois alignés sur la ligne d'engagement aux côtés des wide receivers et autres tight ends. Également, dans certaines tactiques mises en œuvre très rarement, certains halfbacks peuvent être utilisés pour lancer une passe. Ceci permet de créer un effet de surprise chez l'adversaire qui, une fois le ballon entre les mains du coureur, croit à une course de celui-ci et se précipite sur lui, oubliant les receveurs. Le halfback, tant qu'il n'a pas dépassé la ligne d'engagement, peut alors déclencher une passe vers les receveurs esseulés. Ce genre de tactique est cependant risqué et est peu utilisé.

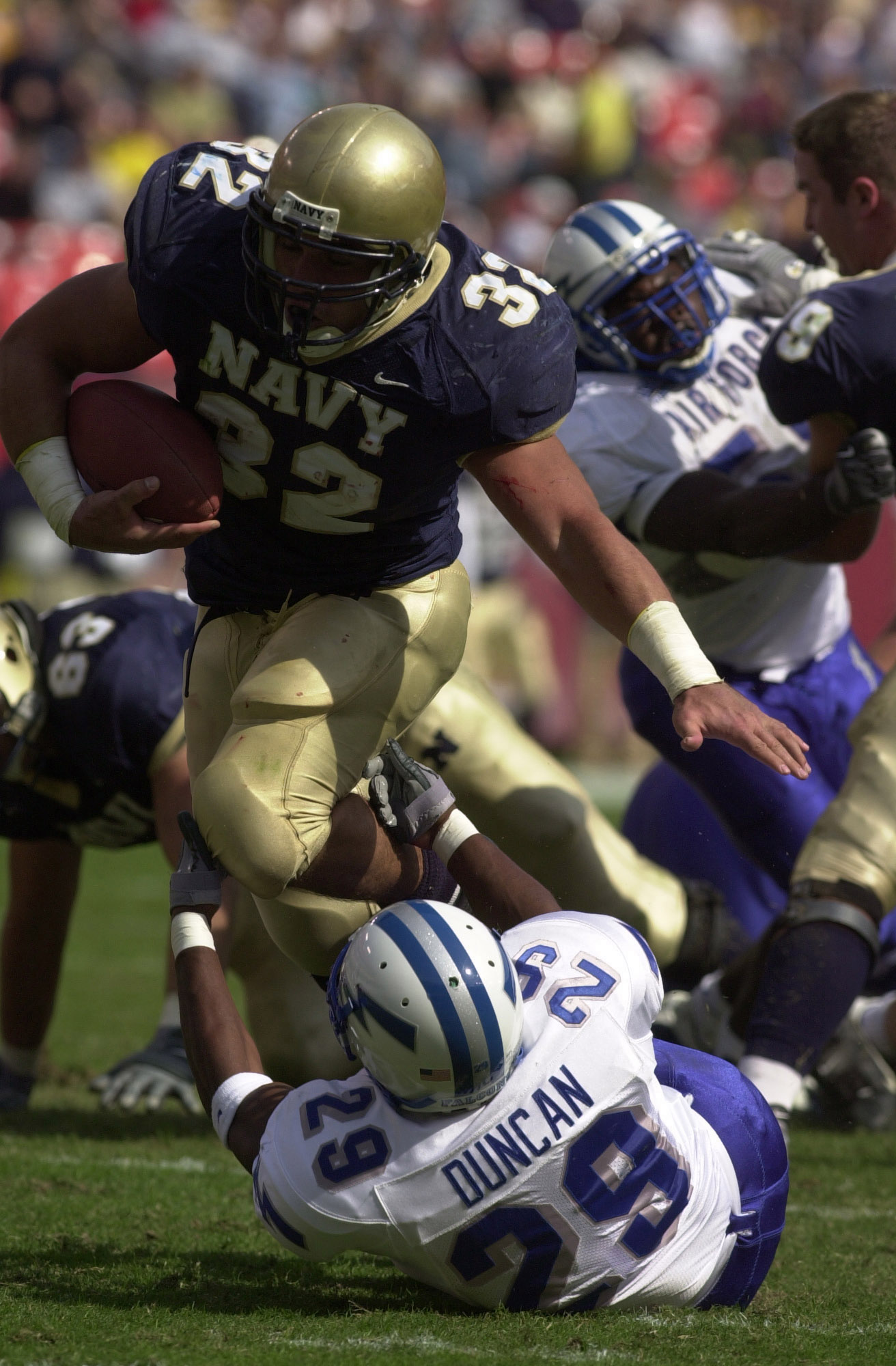
Le coureur transperce la ligne de défense adverse

Ce poste jouit donc d'une grande diversité au niveau des actions de jeu réalisées. Ceci s'explique par l'évolution du football américain dans lequel les joueurs ne sont plus cantonnés dans des rôles traditionnels fermés. C'est ainsi que différents gabarits ont pu s'exprimer en exploitant leurs propres qualités. Les halfbacks ne constituent pas une catégorie homogène. Avec la diversification du jeu, certains se sont spécialisés dans certains domaines. Les petits joueurs légers pour ce poste mais rapides comme Warrick Dunn misent tout sur leur vitesse pour se faufiler entre les mailles du filet défensif. Ce type de joueurs effectuent plus généralement des courses vers les côtés du terrain où leur vitesse peut leur permettre de s'exprimer. Ce sont aussi ces joueurs qui sont souvent utilisés comme receveurs d'appoint. À l'inverse, on trouve des joueurs au gabarit impressionnant comme Jerome Bettis ou Brandon Jacobs qui utilisent pour leur part leur force physique pour transpercer la ligne défensive en effectuant des courses plein centre. Enfin, on trouve aussi beaucoup de joueurs hybrides, assez trapus mais véloces, comme LaDainian Tomlinson. Ces types de joueurs sont plus efficaces car ils sont capables de courir avec succès au centre mais aussi sur les extérieurs ; ils combinent à la fois puissance et vitesse. Enfin, un tailback est un halfback qui prend ce nom lorsqu'il se retrouve derrière le fullback (tail signifiant queue) et devient ainsi le joueur le plus en retrait.

## Fullback

Dans l'alignement de départ d'une action, le fullback est situé derrière le quarterback et devant le halfback. Son rôle principal est de bloquer les adversaires, que ce soit lors de phases de passe ou de course. Son rôle est toutefois plus spécifique en ce qui concerne la course car il est souvent amené à ouvrir le chemin au halfback en courant devant lui et en bloquant les adversaires gênants. Eu égard à leur rôle, les fullbacks ont un gabarit plus lourd que les halfbacks. C'est pourquoi ils portent peu le ballon. Le poste de fullback est en déclin en NFL, il n'est pas rare qu'un effectif professionnel n'en possède plus, souvent alors remplacé par un Tight end.
Cependant, certains d'entre eux ont dérogé à ce principe, comme le légendaire Jim Brown qui marqua le jeu à la course durant les années 1950 et 1960 ou encore plus récemment Mike Alstott.
Ils ont parfois aussi leur utilité dans les réceptions de passes courtes, à l'instar de certains halfbacks. Ils présentent en outre l'avantage de ne pas être considéré comme des dangers offensifs par l'adversaire, ce qui leur permet souvent d'être démarqués sur des phases de passe. Un joueur comme Larry Csonka fait ainsi partie des vingt meilleurs receveurs de l'histoire de la NFL.